# Leuville-sur-Orge
Leuville-sur-Orge é uma comuna francesa na região administrativa da Ilha de França, no departamento de Essonne. Estende-se por uma área de 2.49 km². Em 2010 a comuna tinha 4 448 habitantes (densidade: 1 786,3 hab./km²).